# Ana Bukvić Ivković
Ana Bukvić Ivković (1947.) je bačka hrvatska slikarica. Slika koloristički. Djela joj iskazuju snažne realističke značajke.
Dobitnica je Nagrade dr Ferenc Bodrogvári 2001. godine.

## Djela
- Grafikai Kiállítás, Likovni susret, 1976.